# Differenza tra il sistema filosofico di Fichte e quello di Schelling
La Differenza tra il sistema filosofico di Fichte e quello di Schelling fa parte di una serie di rilevanti articoli che il giovane Hegel scrisse durante il suo soggiorno a Jena dal 1801 al 1807.

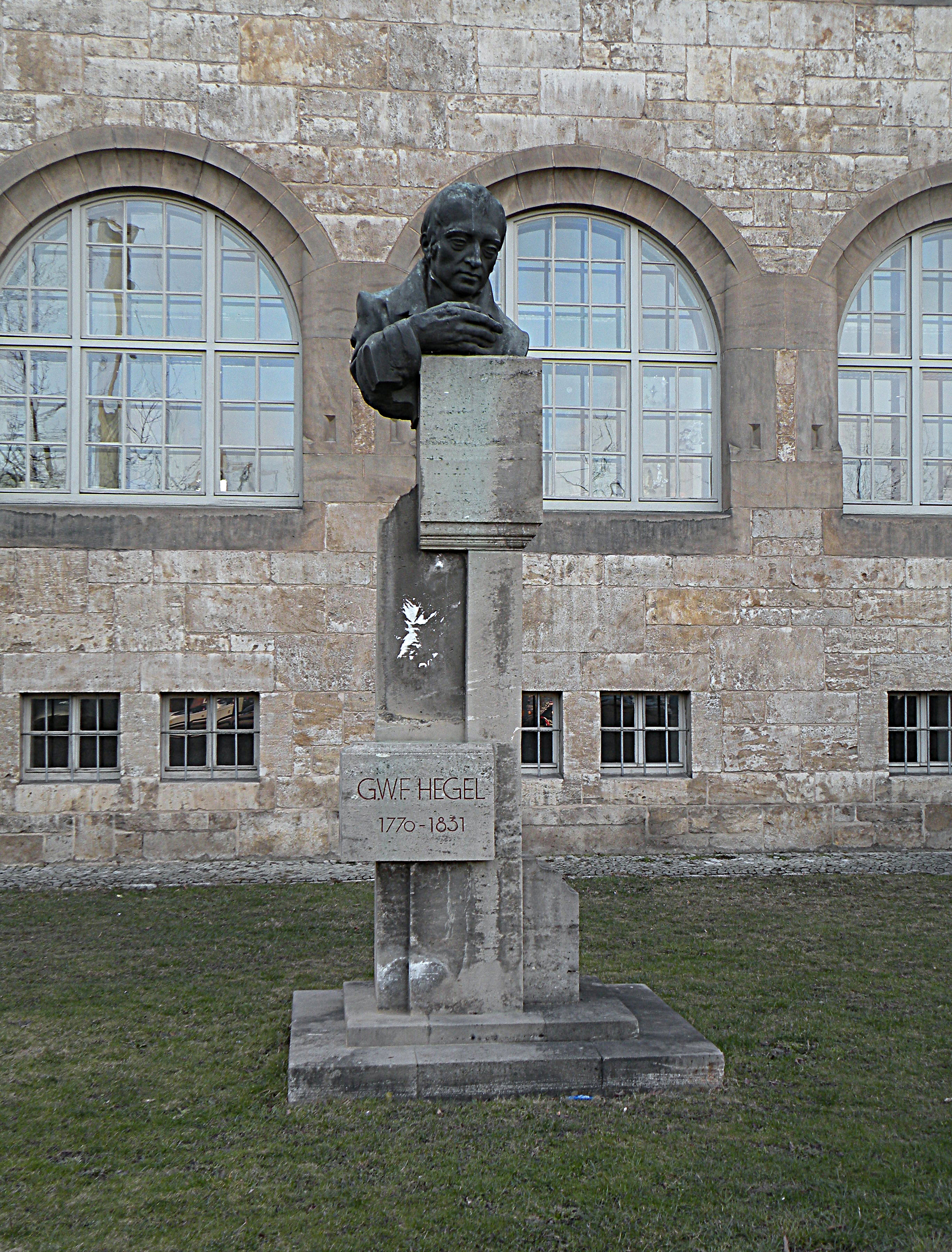
Monumento di Hegel a Jena

## Quadro storico filosofico
Nel periodo del soggiorno a Jena, Hegel, che aspira ad ottenere la cattedra per la libera docenza, per quasi un anno alloggia da Friedrich Schelling, il nuovo protagonista della filosofia tedesca che egli considera il suo protettore, e collabora con lui alla redazione del Kritisches Journal der Philosophie (Giornale critico di filosofia) (1801-1803) dove pubblica una serie di importanti articoli tra cui la Differenza tra il sistema filosofico di Fichte e quello di Schelling.
La pubblicazione nel 1801 all'università di Jena della Differenza segna l'esordio di Hegel nel panorama filosofico tedesco. Dopo essersi interessato a temi storici, religiosi, politici ed economici, Hegel si trova a Jena su invito di Friedrich Schelling nel momento in cui si dibatte polemicamente sulla natura dell'idealismo. Hegel si schiera con l'idealismo oggettivo di Schelling che egli interpreta come una sintesi dell'idealismo soggettivo tedesco e del materialismo settecentesco francese.
La polemica nasce dal dibattito sul pensiero di Kant che secondo i critici ha lasciato delle incongruenze e una serie di problemi filosofici irrisolti: l'antitesi kantiana tra finito e infinito, il dualismo tra fenomeno e noumeno, tra realtà e ragione e, in campo morale, tra essere e dovere essere.
In particolare Fichte (1762-1814) si assume il compito di elaborare un "Idealismo critico", ossia un sistema filosofico che sviluppi coerentemente il trascendentalismo kantiano per quanto riguarda la fondazione della scienza (Fondamenti dell'intera dottrina della scienza, 1794), della morale (Sistema della dottrina morale, 1798) e della politica (Fondamenti del diritto naturale, 1796). Con il passare degli anni, la maggior parte dei pensatori influenti di quel periodo, Jacobi (1743-1819), Karl Leonhard Reinhold (1757-1823), Schelling (1775-1884) e lo stesso Kant, voltano le spalle a Fichte a causa delle sue idee troppo soggettivistiche (per Kant e Schelling) o nichilistiche (per Jacobi).
In special modo Schelling, che era un giovane allievo di Fichte, entra in contrasto con il maestro con la pubblicazione del suo Sistema dell'idealismo trascendentale (1800) che voleva sostenere un idealismo di tipo spinoziano oggettivo, ossia l'identificazione di Dio con la natura e con il mondo, contrapponendolo a quello fichtiano che si dichiarava soggettivo.

## Tematiche dell'opera
Lo spunto per lo scritto della Differenza, composto nella primavera o estate del 1801, perviene ad Hegel dai testi filosofici di Reinhold, al quale il giovane autore contesta sia la sua visione formale della filosofia, sia la sua incapacità di distinguere i sistemi idealisti di Fichte e Schelling. La tesi fondamentale dello scritto sarà infatti che l'idealismo oggettivo di Schelling può sopperire ai problemi dell'idealismo soggettivo di Fichte. Grazie alla critica dei due sistemi sopracitati Hegel può esporre indirettamente un abbozzo della sua filosofia che a quel tempo era in piena fase di elaborazione.
L'opera hegeliana si divide dunque in tre parti:
- Diverse forme presenti nel filosofare attuale,
- Esposizione del sistema fichtiano;
- Confronto fra il principio della filosofia schellinghiano e fichtiano.

La prima parte consiste in una riflessione su quale sia l'essenza della filosofia al di là di ogni contingenza storica e su come debbano essere interpretati i vari punti di vista peculiari che nella filosofia si danno. Nel secondo capitolo l'autore espone il sistema fichtiano mostrando come questo non riesca a giungere al proposito assoluto che inizialmente si è posto. Infine, nell'ultima parte del saggio critico, Hegel dimostra come l'idealismo di Schelling possa sopperire alle mancanze del sistema fichtiano e come Reinhold non abbia ben inteso la differenza tra i due sistemi.

## Il bisogno della filosofia
L'autore comincia la sua riflessione interrogandosi su quale sia il quid filosofico comune a tutti i sistemi particolari che si sono dati nella storia del pensiero; la filosofia è un proliferare di mere opinioni contingenti oppure ogni sistema concettuale che si dà nel tempo tende ad una forma filosofica insuperabile? Hegel rifiuta entrambe tali risposte. Innanzitutto critica fortemente la visione formalistica della filosofia di Reinhold il quale concepisce il filosofo essenzialmente come una sorta di "tecnico del concetto" il cui fine è preparare un sistema formale puro volto a modellare completamente la materialità dei problemi apparentemente inconciliabili; una volta raggiunto un pensiero perfetto che addomestichi totalmente il mondo, la filosofia avrà fatto il suo corso. A tale visione, l'autore nel corso dell'opera contrappone la sua concezione dialettica nel senso che, posto un certo pensiero puro, ci sarà sempre per un non-pensiero che opporrà resistenza al primo; ma anche un'innovativa visione storicista per la quale il pensiero filosofico non è mai puro e identico nel corso della storia, bensì è sempre legato alla materialità della prassi, delle contingenze storiche per cui ogni pensiero è figlio del proprio tempo.
Ciononostante, per Hegel è possibile trovare un denominatore comune a tutti i sistemi filosofici: «il bisogno della filosofia (Bedürfnis der Philosophie)». Tale bisogno scaturisce dal manifestarsi di opposizioni, concettuali, culturali, pratiche. La filosofia infatti nasce in tempi di crisi, in contesti scettici nei quali l'unità originaria dell'assoluto si è frammentata:
L'attività filosofica (la speculazione [Entzweiung]) della ragione universale consiste nel cogliere le opposizioni concettuali date nel proprio tempo (fenomeniche) e riportarle al loro movimento dialettico (di eterne contrapposizioni irriducibili) originario e riunificante. Il filosofo è colui che traduce in termini razionali le tendenze di un'epoca, e che così facendo accelera la loro necessaria riconciliazione. Il bisogno della filosofia dunque può essere interpretato come l'urgente necessità della ragione di conciliare le opposizioni da essa stessa scaturite e in essa stessa riconducibili.

## Edizioni
- Georg Wilhelm Friedrich Hegel, Primi scritti critici (introduzione, traduzione e note a cura di Remo Bodei), collana Grande Universale Mursia, Ugo Mursia Editore, 1981,  pp. 288.